# Ceriporiopsis subsphaerospora
Ceriporiopsis subsphaerospora är en svampart som först beskrevs av A. David, och fick sitt nu gällande namn av M. Pieri & B. Rivoire 1996. Ceriporiopsis subsphaerospora ingår i släktet Ceriporiopsis och familjen Phanerochaetaceae.   Inga underarter finns listade i Catalogue of Life.